# Herbert Lang (Verleger)
Herbert Lang (* 25. März 1898 in Reiden; † 11. Juni 1975 in Bern; Heimatorte Oftringen und Reiden) war ein Schweizer Buchhändler und Verleger.

## Leben
Lang war reformiert, Sohn von Ana Bois und dem Baumwollfabrikanten Albert Emil Lang. 1921 heiratete er Louise Hofer. Er absolvierte das Genfer Collège Calvin und erwarb 1918 ein Diplom an der Neuenburger Handelsschule. Er sammelte Berufserfahrung im Buchhandel und Verlagswesen, ehe er 1921 mit seiner Frau zusammen in Bern eine Buchhandlung kaufte. Mit der Angliederung eines Antiquariats und ab 1931 eines Verlags gründeten sie die Herbert Lang & Cie. Der Verlag widmete sich anfangs Versicherungsliteratur sowie historischen und theologischen Schriften, danach Reihen verschiedener Geistes- und Sozialwissenschaften. Von 1939 bis 1945 leitete Lang die Sektion Buchhandel der Schweizer Zensurbehörde während des Zweiten Weltkrieges. Von 1948 bis 1949 präsidierte er den Schweizerischen Buchhändlerverein. Lang war zudem Mitbegründer der Berner Buchhändlerschule und der Stipendienkasse für den Schweizer Buchhandel. Nach dem Zweiten Weltkrieg initiierte Lang die Schweizer Bücherspende zur Unterstützung kriegsgeschädigter Bibliotheken.